# BOcruiser
Der BOcruiser ist ein solarbetriebenes Elektrofahrzeug der Hochschule Bochum. BOcruiser ist das dritte Fahrzeug der Hochschule Bochum und hat an der Global Green Challenge 2009 (GGC) teilgenommen, einem Wettbewerb, der 2009 parallel zur World Solar Challenge stattgefunden hat. Das Nachfolgemodell dieses Fahrzeuges ist der Solarworld GT, Vorgängermodell ist Solarworld No. 1.

## Maße und Gewichte
Das Fahrzeug ist etwa 4000 mm lang, 1600 mm breit und 1400 mm hoch. Das Fahrzeugleergewicht liegt bei etwa 280 kg.

## Akkumulatoren
Bei den Akkumulatoren handelt es sich um 532 Zellen von Lithium-Ionen-Akkumulatoren vom Typ UR18650-F, die von der Firma Sanyo bezogen wurden. Für die GGC 2009 standen 25 kg Akkugewicht zur Verfügung. Dabei wurde eine gespeicherte Energiemenge von 4821 Wh bei Nennspannung von 103,6 V erreicht.

## Solarzellen
Bei den Solarzellen handelt es sich um monokristalline Solarzellen. Der maximale Wirkungsgrad einer Zelle beträgt 21,5 %. Um diesen Wirkungsgrad zu erreichen, werden im Fahrzeug MPPTs (Maximum Power Point Tracker) der Firma Drivetek eingesetzt. Die elektrische Gesamtleistung des auf dem Dach befindlichen 6-m²-Arrays liegt bei ca. 1250 W.

## Motoren
Bei den zwei Motoren, die als Radnabenmotoren in den Vorderrädern ausgeführt sind, handelt es sich um eine an der Hochschule Bochum entwickelten permanenterregte Synchronmaschinen. Die Motoren haben eine Nennleistung von je 1,4 kW und eine maximale Leistung von je 4,2 kW. Die Höchstgeschwindigkeit des Fahrzeugs liegt bei 115 km/h.

## Global Green Challenge
Das Fahrzeug wurde speziell für die Global Green Challenge 2009 (GGC 2009) gebaut. Bei dem Rennen quer durch den australischen Kontinent (3000 km von Darwin nach Adelaide) belegte das Fahrzeug den 12. Platz. Außerdem erhielt der BOcruiser, wie sein Vorgänger – der Solarworld No. 1 – den Design Award für seine revolutionäre und innovative Form. Die Entwicklung des BOcruiser hat die Veranstalter der World Solar Challenge veranlasst, 2013 erstmals eine eigene Wettbewerbsklasse für Solarfahrzeuge einzurichten, die „Cruiser Class“. Das Ziel der Fahrzeuge, die in dieser Klasse starten dürfen, ist es, die Straßenzulassung im Herkunftsland zu erlangen, also alltagstaugliche Fahrzeuge zu entwickeln.

## Das Team
Während des Rennens bestand das Team aus rund 30 Studenten, die auch für den Bau des Fahrzeuges verantwortlich waren. Im Team beschäftigten sich einzelne Arbeitsgruppen mit der Elektrik, der Mechanik, der Strategie und der Organisation beim Wettbewerb.